# Улица Гулака-Артемовского (Чернигов)
Улица Гулака-Артемовского (до 2023 года — улица Глинки) (укр. Вулиця Гулака-Артемовського) — улица в Новозаводском районе города Чернигова, исторически сложившаяся местность (район) Старая Подусовка. Пролегает от улицы Хмельницкого до улицы Теробороны (Гагарина).
Нет примыкающих улиц.

## История
Безымянная улица проложена в конце 1950-х годов.
В 1960 году была названа улица Глинки — в честь русского композитора Михаила Ивановича Глинки.
С целью проведения политики очищения городского пространства от топонимов, которые возвеличивают, увековечивают, пропагандируют или символизируют Российскую Федерацию, 1 июня 2023 года улица получила современное название — в честь украинского композитора Семёна Степановича Гулака-Артемовского, согласно Решению Черниговского городского совета № 30/VIII-15 «Про переименование улиц в городе Чернигове» («Про перейменування вулиць у місті Чернігові»).

## Застройка
Улица пролегает в северном направлении параллельно улице Верени. Парная и непарная стороны улицы заняты усадебной застройкой.
Учреждения: нет. 